# Eparchia tarnopolska (Patriarchat Moskiewski)
Eparchia tarnopolska (używana również nazwa Eparchia tarnopolska i krzemieniecka) – jedna z eparchii Ukraińskiego Kościoła Prawosławnego Patriarchatu Moskiewskiego. Jej obecnym ordynariuszem jest metropolita tarnopolski i krzemieniecki Sergiusz (Hensycki), zaś funkcję katedry pełni sobór Świętych Wiery, Nadziei i Lubowi oraz matki ich Zofii w Tarnopolu.

## Historia

Eparchia tarnopolska na tle podziału administracyjnego UKP PM

Eparchia powstała w 1988 poprzez wydzielenie z eparchii lwowskiej. Obejmuje terytorium obwodu tarnopolskiego. Seminarium duchowne podległe eparchii znajduje się na terytorium stauropigialnej ławry Poczajowskiej, jego filia działa w Krzemieńcu.
Według informacji podawanych przez oficjalną stronę Ukraińskiego Kościoła Prawosławnego Patriarchatu Moskiewskiego działalność eparchii była utrudniona z powodu nieprzychylnego stosunku władz lokalnych do prawosławnych podlegających Patriarchatowi Moskiewskiemu, co pociągało za sobą sprzyjanie niekanonicznym, narodowo ukraińskim jurysdykcjom (Ukraiński Kościół Prawosławny Patriarchatu Kijowskiego i Ukraiński Autokefaliczny Kościół Prawosławny) oraz Kościołowi greckokatolickiemu.

## Biskupi tarnopolscy i krzemienieccy
- Marek (Petrowcy), 1988–1989
- Łazarz (Szweć), 1989–1991
- Sergiusz (Hensycki), od 1991 (od 1999 arcybiskup, od 2011 metropolita)

## Dekanaty
W skład eparchii wchodzi 5 dekanatów:
- buczacki;
- krzemieniecki;
- łanowiecki;
- szumski;
- wiśniowiecki.

## Monastery
Eparchii podlegają trzy monastery:
- Monaster św. Jana Miłościwego w Zahajcach Małych, męski
- Monaster Objawienia Pańskiego w Krzemieńcu, żeński
- Skit Świętego Ducha w Poczajowie, męski